# Barragem de Montargil
A Barragem de Montargil, construída sobre o leito da ribeira de Sôr (na bacia hidrográfica do rio Tejo), localiza-se na freguesia de Montargil, no Município de Ponte de Sôr, no Distrito de Portalegre, em Portugal.
Foi projectada pela Direcção-Geral dos Serviços Hidráulicos em 1954 e ficou concluída no ano de 1958. Actualmente é propriedade da Associação de Regantes e Beneficiários do Vale do Sorraia e, conjuntamente com a barragem de Maranhão e a barragem de Magos alimenta o Canal do Sorraia. 
A barragem tem uma capacidade de 164,3 hm³ e a sua área inundada é de 1646 hectares. Possui uma capacidade de descarga máxima de 765 m³/s. O comprimento do coroamento é cerca de 427 m, com um volume de aterro de 858000 m³ e uma altura acima do terreno natural de 36 m. Possui uma central hidroeléctrica equipada com uma turbina Francis que produz em ano médio 5,9 GWh. 
A albufeira da barragem é muito utilizada na prática de desportos náuticos, na pesca desportiva e para as atividades relacionadas com a natureza como a Observação de aves.